# Tillandsia chiapensis
Tillandsia chiapensis là một loài thuộc chi Tillandsia. Đây là loài đặc hữu của México.

## Giống
- Tillandsia 'Madre'
- Tillandsia 'Majestic'
- Tillandsia 'Padre'
- Tillandsia 'Silver Trinket'
- Tillandsia 'Silverado'